# جسی اسمیت (بازیکن واترپلو)
جسی اسمیت (انگلیسی: Jesse Smith؛ زادهٔ ۲۷ آوریل ۱۹۸۳) ورزشکار واترپلو اهل ایالات متحده آمریکا است.
وی در مسابقات کشوری و بین‌المللی در مجموع برندهٔ ۴ مدال طلا، ۱ مدال نقره شده‌است.